# Lyophyllopsis
Lyophyllopsis là một chi nấm trong họ Lyophyllaceae. Đây là chi đơn loài, chứa một loài Lyophyllopsis keralensis, được tìm thấy ở Ấn Độ.

## Links
- Lyophyllopsis  trên Index Fungorum.